# Рафаель Обрадор
Рафае́ль Обрадо́р Бурге́ра (ісп. Rafael Obrador Burguera; нар. 24 лютого 2004) — іспанський футболіст, захисник португальського клубу «Бенфіка».

## Клубна кар'єра

### «Мальорка»
Вихованець команди «Кампос» зі свого рідного міста, звідки 2014 року перейшов до академії «Мальорки». 19 липня 2020 року дебютував в основному складі «Мальорки» в матчі Ла-Ліги проти «Осасуни», вийшовши на заміну Іддрісу Баба.

### «Реал Мадрид»
Влітку 2020 року приєднався до системи мадридського «Реала» у віці 16 років.
7 жовтня 2021 року англійська газета The Guardian назвала його одним з 60-ти найкращих футболістів світу 2004 року народження. 27 серпня 2022 року дебютував за «Реал Мадрид Кастілья» в матчі Прімери Федерасьйон проти «Ліненсе».

#### Оренда в «Депортіво»
21 серпня 2024 року відправився в сезонну оренду в клуб Сегунди «Депортіво», який за підсумками попереднього сезону підвищився в класі. 1 вересня 2024 року дебютував за нову команду в матчі Сегунди проти «Расінга» (Ферроль), замінивши Єремая Ернандеса. Всього за час оренди провів 33 поєдинки в чемпіонаті, повернувшись до «Реала».

### «Бенфіка»
11 липня 2025 року перейшов у португальську «Бенфіку», підписавши п'ятирічний контракт. Сума трансферу становила 5 млн євро.

## Кар'єра в збірній
Виступав за збірні Іспанії до 15, до 16, до 18 і до 19 років.

## Статистика виступів
Станом на 1 червня 2025 
| Клуб              | Сезон             | Чемпіонат           | Чемпіонат | Чемпіонат | Кубок | Кубок | Кубок ліги | Кубок ліги | Єврокубки | Єврокубки | Інші  | Інші | Всього | Всього |
| Клуб              | Сезон             | Дивізіон            | Матчі     | Голи      | Матчі | Голи  | Матчі      | Голи       | Матчі     | Голи      | Матчі | Голи | Матчі  | Голи   |
| ----------------- | ----------------- | ------------------- | --------- | --------- | ----- | ----- | ---------- | ---------- | --------- | --------- | ----- | ---- | ------ | ------ |
| Мальорка          | 2019–20           | Ла-Ліга             | 1         | 0         | 0     | 0     | —          | —          | —         | —         | —     | —    | 1      | 0      |
| Реал Мадрид Б     | 2022–23           | Прімера Федерасьйон | 31        | 0         | —     | —     | —          | —          | —         | —         | 3     | 0    | 34     | 0      |
| Реал Мадрид Б     | 2023–24           | Прімера Федерасьйон | 34        | 0         | —     | —     | —          | —          | —         | —         | —     | —    | 34     | 0      |
| Реал Мадрид Б     | Всього            | Всього              | 65        | 0         | 0     | 0     | 0          | 0          | 0         | 0         | 3     | 0    | 68     | 8      |
| → Депортіво       | 2024–25           | Сегунда Дивізіон    | 33        | 0         | 1     | 0     | —          | —          | —         | —         | —     | —    | 34     | 0      |
| Бенфіка           | 2025–26           | Прімейра-ліга       | 0         | 0         | 0     | 0     | 0          | 0          | 0         | 0         | 0     | 0    | 0      | 0      |
| Всього за кар'єру | Всього за кар'єру | Всього за кар'єру   | 99        | 0         | 1     | 0     | 0          | 0          | 0         | 0         | 3     | 0    | 103    | 0      |

1. ↑  Матчі в плей-оф Прімери Федерасьйон

## Досягнення
«Бенфіка»
- Володар Суперкубка Португалії: 2025[12]